# 긴키 차량
긴키 차량(일본어: 近畿車輛株式会社 긴키 샤료[*], 영어: Kinki Sharyo)은 1920년에 설립된 일본의 철도 차량 제작 회사이며, 긴키 일본 철도의 계열사이다.

## 주요 사업부문
- 전동차
- 디젤 기관차

## 주요 차량
- 신칸센 0계 전동차
- 신칸센 100계 전동차
- 신칸센 200계 전동차
- 신칸센 300계 전동차
- 신칸센 500계 전동차
- 신칸센 700계 전동차
- 신칸센 N700계 전동차
- 신칸센 E7계·W7계 전동차